# Dinamarca en los Juegos Europeos de Minsk 2019
Dinamarca participó en los Juegos Europeos de Minsk 2019. Responsable del equipo nacional fue la Federación Deportiva de Dinamarca.
La portadora de la bandera en la ceremonia de apertura fue la jugadora de bádminton Line Kjærsfeldt.

## Medallistas
El equipo de Dinamarca obtuvo las siguientes medallas:
| Nombre                                       | Deporte       | Competición           |
| -------------------------------------------- | ------------- | --------------------- |
| Oro                                          |               |                       |
| Anders Antonsen                              | Bádminton     | Individual M          |
| Mia Blichfeldt                               | Bádminton     | Individual F          |
| Emma Jørgensen                               | Piragüismo    | K1 200 m F            |
| Plata                                        |               |                       |
| Kim Astrup Sørensen Anders Skaarup Rasmussen | Bádminton     | Doble M               |
| Jonathan Groth                               | Tenis de mesa | Individual M          |
| Bronce                                       |               |                       |
| Line Kjærsfeldt                              | Bádminton     | Individual F          |
| Emma Jørgensen                               | Piragüismo    | K1 500 m F            |
| Randi Degn Maja Jager Anne Marie Laursen     | Tiro con arco | Recurvo por equipos F |